# Episodi di Dirt (seconda stagione)
La seconda stagione della serie televisiva Dirt è stata trasmessa negli Stati Uniti per la prima volta dall'emittente FX dal 2 marzo al 13 aprile 2008.
In Italia, è stata trasmessa in prima visione sul canale satellitare Fox Life dal 18 luglio al 29 agosto 2008. In chiaro è andata in onda dal 6 gennaio al 24 febbraio 2009 su LA7.
| nº | Titolo originale             | Titolo italiano             | Prima TV USA   | Prima TV Italia |
| -- | ---------------------------- | --------------------------- | -------------- | --------------- |
| 1  | Welcome to Normal            | Ritorno alla normalità      | 2 marzo 2008   | 18 luglio 2008  |
| 2  | Dirty Slutty Whores          | Perfette cover girl         | 9 marzo 2008   | 25 luglio 2008  |
| 3  | God Bless the Child          | Dio protegga questo bambino | 16 marzo 2008  | 1º agosto 2008  |
| 4  | Ties That (Don't) Bind       | Legami che non tengono      | 23 marzo 2008  | 8 agosto 2008   |
| 5  | What Is This Thing Called... | Che cosa vogliamo fare?     | 30 marzo 2008  | 15 agosto 2008  |
| 6  | And the Winner Is...         | Il vincitore è...           | 6 aprile 2008  | 22 agosto 2008  |
| 7  | In Lieu of Flowers...        | Al posto dei fiori...       | 13 aprile 2008 | 29 agosto 2008  |